# Provincia de Uthai Thani
Uthai Thani (en tailandés: จังหวัดอุทัยธานี) es una de las setenta y seis provincias que conforman la organización territorial del Reino de Tailandia.

## Geografía
Tiene un área de 6.730 km², que en términos de extensión es equivalente a la mitad de Montenegro. La provincia se extiende desde las llanuras del valle superior del río Chao Phraya, a las montañas cubiertas de bosques en el oeste. El río Krang Sakae, un afluente del río Chao Phraya, es el principal río de la provincia de Uthai Thani.

## Divisiones Administrativas

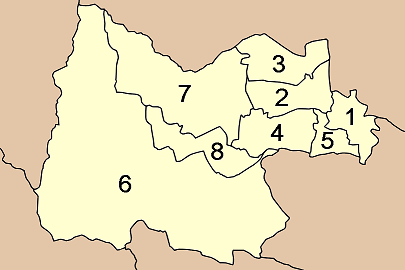
Distritos de la provincia.

Esta provincia tailandesa se encuentra subdividida en una cantidad de distritos (amphoe) que aparecen numerados a continuación:
- 1-Mueang Uthai Thani
- 2-Thap Than
- 3-Sawang Arom
- 4-Nong Chang
- 5-Nong Khayang
- 6-Ban Rai
- 7-Lan Sak
- 8-Huai Khot

## Demografía
La provincia abarca una extensión de territorio que ocupa una superficie de unos 6.730,2 kilómetros cuadrados, y posee una población de 304.122 personas (según las cifras del censo realizado en el año 2000). Si se consideran los datos anteriores se puede deducir que la densidad poblacional de esta división administrativa es de cuarenta y cinco habitantes por kilómetro cuadrado aproximadamente.